# București - Ilfov (región de desarrollo)
La región de desarrollo București - Ilfov es una región de desarrollo en Rumania, que abarca la capital nacional, Bucarest, así como el distrito de Ilfov circundante. Como las demás regiones de desarrollo, no tiene poderes administrativos, siendo su función principal la de coordinar proyectos de desarrollo regional y gestionar los fondos de la Unión Europea. También se utiliza como entidad en el análisis estadístico regional a nivel NUTS-II de la Unión Europea.